# Витторино да Фельтре
Витторино да Фельтре (итал. Vittorino da Feltre, 1378 — 2 февраля 1446) — итальянский педагог-гуманист эпохи Возрождения. Внедрял физическую культуру в школьное образование. Также пытался осуществить принцип совместного обучения детей обоих полов.

## Деятельность
В 1423 году основал при дворе правителя Мантуи Джанфранческо I Гонзага школу «Дом радости» (итал. casa giocosa). Здесь преподавались классическая филология и математика, в изучении которой применялись наглядные пособия и практические работы. Хорошо было поставлено физическое воспитание учеников: дети занимались верховой ездой, гимнастикой, плаванием и фехтованием.
Обучение основывалось не на принуждении и телесных наказаниях, а на стремлении заинтересовать детей изучаемыми предметами с учётом индивидуальных особенностей учеников. Телесные наказания допускались лишь за проступки против нравственности.
Школа пользовалась широкой известностью. В неё принимались не только представители аристократии, но и способные выходцы из народа, как итальянцы, так и иностранцы (среди учеников Витторино был, например, музыкант Иоанн Французский). Несмотря на попытку сочетать в преподавании гуманистические идеи с доктринами христианства, школа сыграла большую роль в пропаганде гуманистических идей и воспитании деятелей Возрождения.
Педагогических сочинений не оставил.

## Идеи
Витторино да Фельтре писал о спортивных играх, занимавших такое видное место в греко-римской культуре, следующее: «такое невинное времяпрепровождение представляет многие выгоды, не говоря уже о немаловажной пользе их для развития и укрепления тела. Человек становится красивым и ловким. Праздность и изнеживание, ведущие к развращению, исчезают благодаря играм, и молодой человек ревностнее предаётся учению и размышлению». Жизнерадостные юноши, охотно предававшиеся таким удовольствиям и оказывавшиеся наиболее усердными, были для него особенно дороги, ибо они, по его мнению, были и в ученье, и в поведении наилучшими. Пропагандировал ведение игр на чистом воздухе и в любое время года. Утверждал, что одиночество прямо располагает мальчиков к порокам и пагубным страстям, и что никогда не безопасно предоставлять юношу на собственный произвол в уединении.